# Пять зёрнышек апельсина
«Пять зёрнышек апельсина» (англ. The Five Orange Pips) — рассказ Артура Конана Дойла, входящий в сборник «Приключения Шерлока Холмса» (сборник - количество и расположение рассказов - составлен автором и опубликован в виде книги в 1893 году (ранее вышел журнальный вариант  - впервые опубликован в  «Strand Magazine» в ноябре 1891 году).
Этот рассказ впервые печатался на русском языке в анонимном переводе в сокращённом виде в 1900 году под названием «Апельсиновые косточки» в № 12 — 13 еженедельного приложения к газете «Сын отечества», а в полном виде вошёл в два сборника рассказов о Шерлоке Холмсе 1903 года. Перевод Н. Войтинской 1946 года переиздавался чаще других переводов данного произведения на русский язык.
Конан Дойл включил этот рассказ в список двенадцати лучших рассказов о Шерлоке Холмсе, поставив его на седьмое место.

## Сюжет
В марте 1883 дядя Джона Опеншоу Элиас Опеншоу получил письмо из Индии, в котором, кроме пяти апельсиновых зёрнышек и надписи «К.К.К», ничего не было. Это послание произвело на дядю Элиаса ужасающее впечатление. Это письмо стало началом загадочных смертей в семье Опеншоу. Получив в наследство от брата дом, мистер Джозеф Опеншоу спокойно жил в нём вместе с сыном Джоном до 1885 года.
Первым из семьи погибает Элиас, дядя Джона Опеншоу, участвовавший в Гражданской войне в США на стороне конфедератов и отличавшийся расизмом. Его находят недалеко от дома. За дядей Элиасом погибает Джозеф Опеншоу, отец Джона, который «упал в один из глубоких меловых карьеров, которыми изобилует местность…». Речь идёт о меловом хребте Портсдаун-Хилл в Гэмпшире. Джон поспешил к отцу, который вскоре умер, не приходя в сознание. «По-видимому, он возвращался из Фэрхема в сумерки. А так как местность ему незнакома и меловые шахты не огорожены, суд присяжных, не колеблясь, вынес решение: „Смерть от несчастного случая“».
Джон Опеншоу не поверил ни в самоубийство дяди, ни в несчастный случай, произошедший с его отцом. « …я был убежден, — говорит Джон, — что наши несчастья каким-то образом связаны с давними событиями в жизни моего дяди».
Ночью у моста Ватерлоо констебль Кук обнаружил в реке труп утонувшего Джона Опеншоу.
Смерть молодого Опеншоу нанесла значительный удар по самолюбию Шерлока Холмса. Он энергично берётся за расследование.
Применив свой дедуктивный метод, Шерлок Холмс определил следующее:
- Письма были отправлены из морских портов: мистеру Элиасу Опеншоу — из Пондишерри, мистеру Джозефу Опеншоу — из Данди, и самому Джону Опеншоу — из Восточного Лондона. К этому Холмс подводит и доктора Уотсона, который сам сделал этот вывод.
- Писавший письма находился на борту корабля.
- Очевидно, судно, на котором находится автор писем, — парусное судно. «Я думаю, — говорит Холмс Уотсону, — что семь недель представляют разницу между скоростью почтового парохода, доставившего письмо, и скоростью парусника, доставившего автора письма».
- В убийствах участвовало несколько человек. «Полагаю, что там не один человек, — делает вывод Холмс. — Один человек не мог бы совершить два убийства таким образом, чтобы ввести в заблуждение судебное следствие. В этом должно было участвовать несколько человек, притом изобретательных и решительных».

Проштудировав книги "Регистра Ллойда" и другие старые документы, Холмс пришёл к заключению, что убийцы находятся на борту парусника «Одинокая звезда», судна американского происхождения. На его борту лишь трое американцев: мистер Кэлхун и два матроса. Все они отсутствовали на борту парусника в ночь убийства Джона Опеншоу.
Через несколько месяцев посреди вод Атлантики нашли кусок кормы с инициалами корабля, на котором плыл мистер Кэлхун со своими подручными.
В рассказе устами Шерлока Холмса Конан Дойл рассказывает о «Ку-клукс-клане». При расследовании Холмса оказалось, что Элиас Опеншоу, видимо, сам ранее являвшийся членом "Ку-клукс-клана", увёз с собой в Европу важные документы, связанные с  этой организацией,  с чего и началось преследование другими бывшими её членами семьи Опеншоу.

## Упоминания о других делах
В начале рассказа автор перечисляет ряд дел Холмса 1887 года, которые не были отображены в произведениях канона: дело Передола Чэмбера из Общества нищих, дело об исчезновении барка «Софи Эндерсон», приключения Грайса Петерсонса на острове Юффа, дело о Кэмберуэллском отравлении, дело майора Прендергаста и клуба «Танкервилл».
Кроме того, Холмс признается в своих поражениях: «Меня переигрывали четыре раза. Три раза — мужчины, один раз — женщина».

## Переводы на русский язык
До революции рассказ переводился дважды: в 1900 (перепечатка в 1903 году в книге рассказов о Шерлоке Холмсе) и 1912 гг. В настоящее время эти переводы представляют скорее исторический интерес.
В 1946 году вышел в свет перевод Н. Войтинской.
В 1983 году напечатан перевод И. Гуровой.